# حد أدنى للعائد
الحد الأدنى للعائد أو الحد الأدنى للمردود  في الاقتصاد وفي الهندسة الميكانيكية (بالإنجليزية:  minimum acceptable rate of return)‏
هو الحد الأدنى لنسبة الربح التي ستعود من مشروع يقبلها مدير أو شركة قبل بدء المشروع، من خلال دراسة أخطار المجازفة في المشروع مع ترك مشروعات أخرى قد تكون مجدية.

## نظرة عامة
على سبيل المثال، تفترض أن أحد الإداريين يعرف العائد من استثمار متحفظ، مثل الاستثمار في السندات أو استثمار مشابه ليست فيه مخاطرة، حيث يحصل منه على نسبة معينة من الأرباح. وعند قيامه بتحليل مشروع جديد، فقد يستخدم الإداري العائد من الاستثمار المتحفظ كحد أدنى للعائد المنتظر من المشروع الجديد. ويقوم الإداري بتنفيذ المشروع الجديد فقط، إذا كان العائد المنتظر منه يزيد عن الحد الأدنى على الأقل بمقدار حصة التأمين على المشروع الجديد.
- في الإنجليزية تستخدم أيضا التعبيران الآتيان : minimum attractive rate of return أو hurdle rate.

## اقرأ أيضًا
- مردود الاستثمار
- مركز مربح
- مركز تكلفة
- مركز استثماري
- نظارة الحسابات
- تخصيص الأموال
- حجم الأعمال (اقتصاد)